# Ramlibacter agri
Ramlibacter agri es una bacteria gramnegativa del género Ramlibacter. Fue descrita en el año 2022. Su etimología hace referencia a agricultura. Es anaerobia facultativa y móvil. Tiene un tamaño de 0,6-0,9 μm de ancho por 1,5-2,5 μm de largo. Forma colonias blancas, circulares y convexas en agar R2A tras 5 días de incubación. Temperatura de crecimiento entre 10-35 °C, óptima de 25-30 °C. Catalasa y oxidasa positivas. Se ha aislado de un campo dedicado a la agricultura, en Corea del Sur. 